# Mistrzostwa Świata w Wioślarstwie 2013 – jedynka mężczyzn
Jedynka mężczyzn (M1x) – konkurencja rozgrywana podczas 43. Mistrzostw Świata w Wioślarstwie w południowokoreańskim Chungju, w dniach 25 sierpnia - 1 września 2013 r. W zmaganiach udział wzięło 32 zawodników. Zwycięzcą został Czech Ondřej Synek.

## Wyniki

### Legenda
| Q - awans do ćwierćfinału/półfinału A/finału A R - awans do repasażów FB - awans do finału B | FC - awans do finału C FD - awans do finału D FE - awans do finału E | FF - awans do finału F PB - awans do półfinału B PC - awans do półfinału C |

### Eliminacje
Eliminacje rozegrano 25 sierpnia. Pierwszy spośród sześciu wyścigów rozpoczął się o godzinie 13:37, ostatni - o 14:12. Z każdego wyścigu do ćwierćfinałów awansowało bezpośrednio po trzech najszybszych zawodników. Pozostali zostali zakwalifikowani do repasaży. Najlepszy rezultat osiągnął Litwin Mindaugas Griškonis.
Wyścig 1
| Poz. | Zawodnik        | Narodowość    | Rezultat | Uwagi |
| ---- | --------------- | ------------- | -------- | ----- |
| 1    | Mahe Drysdale   | Nowa Zelandia | 7:02,07  | Q     |
| 2    | Petru Codau     | Rumunia       | 7:02,29  | Q     |
| 3    | Domonkos Szell  | Węgry         | 7:08,60  | Q     |
| 4    | Iwan Futryk     | Ukraina       | 7:18,18  | R     |
| 5    | Emilio Torres   | Wenezuela     | 7:40,56  | R     |
| 6    | Raymond Poulter | Namibia       | 7:44,65  | R     |

Wyścig 2
| Poz. | Zawodnik            | Narodowość        | Rezultat | Uwagi |
| ---- | ------------------- | ----------------- | -------- | ----- |
| 1    | Mindaugas Griškonis | Litwa             | 6:53,07  | Q     |
| 2    | Roel Braas          | Holandia          | 6:57,79  | Q     |
| 3    | Roman Roeoesli      | Szwajcaria        | 7:02,24  | Q     |
| 4    | Stephen Whelpley    | Stany Zjednoczone | 7:06,09  | R     |
| 5    | Roberto Lopez       | Salwador          | 7:38,57  | R     |
| 6    | Desmond Nanchengwa  | Zambia            | 8:02,67  | R     |

Wyścig 3
| Poz. | Zawodnik           | Narodowość       | Rezultat | Uwagi |
| ---- | ------------------ | ---------------- | -------- | ----- |
| 1    | Ondřej Synek       | Czechy           | 7:02,38  | Q     |
| 2    | Sawarn Singh       | Indie            | 7:04,01  | Q     |
| 3    | Dani Fridman       | Izrael           | 7:07,65  | Q     |
| 4    | Kim Dong-yong      | Korea Południowa | 7:10,00  | R     |
| 5    | Muhammad Mohd Pazi | Malezja          | 8:13,70  | R     |

Wyścig 4
| Poz. | Zawodnik                | Narodowość      | Rezultat | Uwagi |
| ---- | ----------------------- | --------------- | -------- | ----- |
| 1    | Alan Campbell           | Wielka Brytania | 6:57,44  | Q     |
| 2    | Nicholas Purnell        | Australia       | 7:00,94  | Q     |
| 3    | Georgi Bożiłow          | Bułgaria        | 7:02,04  | Q     |
| 4    | Haeidr Hamarasheid      | Irak            | 7:35,55  | R     |
| 5    | Nasser Ghanin Al-Abdula | Katar           | 9:24,47  | R     |

Wyścig 5
| Poz. | Zawodnik              | Narodowość | Rezultat | Uwagi |
| ---- | --------------------- | ---------- | -------- | ----- |
| 1    | Ángel Fournier        | Kuba       | 7:02,84  | Q     |
| 2    | Aleksandr Aleksandrow | Bułgaria   | 7:10,96  | Q     |
| 3    | Władisław Jakowlew    | Kazachstan | 7:21,48  | Q     |
| 4    | Jewgienij Sokirka     | Mołdawia   | 7:30,91  | R     |
| 5    | Memo Memo             | Indonezja  | 7:34,82  | R     |

Wyścig 6
| Poz. | Zawodnik            | Narodowość      | Rezultat | Uwagi |
| ---- | ------------------- | --------------- | -------- | ----- |
| 1    | Marcel Hacker       | Niemcy          | 7:04,93  | Q     |
| 2    | Luka Špik           | Słowenia        | 7:11,34  | Q     |
| 3    | Artiom Kosow        | Rosja           | 7:15,06  | Q     |
| 4    | Jurij Suchowliański | Uzbekistan      | 7:22,62  | R     |
| 5    | Wang Ming-hui       | Chińskie Tajpej | 7:54,09  | R     |

### Repasaże
Repasaże odbyły się 26 sierpnia. Pierwszy wyścig rozpoczął się o godzinie 12:13, a ostatni - o 12:27. Do ćwierćfinałów awansowali po dwaj najszybsi zawodnicy z każdego wyścigu. Pozostali zostali zakwalifikowani do półfinałów C. Najlepszy rezultat osiągnął Amerykanin Stephen Whelpley.
Wyścig 1
| Poz. | Zawodnik          | Narodowość      | Rezultat | Uwagi |
| ---- | ----------------- | --------------- | -------- | ----- |
| 1    | Iwan Futryk       | Ukraina         | 7:21,03  | Q     |
| 2    | Wang Ming-hui     | Chińskie Tajpej | 7:24,40  | Q     |
| 3    | Jewgienij Sokirka | Mołdawia        | 7:28,90  | PC    |
| 4    | Roberto Lopez     | Salwador        | 7:30,07  | PC    |

Wyścig 2
| Poz. | Zawodnik                 | Narodowość        | Rezultat | Uwagi |
| ---- | ------------------------ | ----------------- | -------- | ----- |
| 1    | Stephen Whelpley         | Stany Zjednoczone | 7:18,63  | Q     |
| 2    | Jurij Suchowljański      | Uzbekistan        | 7:25,32  | Q     |
| 3    | Raymond Poulter          | Namibia           | 7:48,81  | PC    |
| 4    | Muhammad Mohd Pazi       | Malezja           | 8:16,86  | PC    |
| 5    | Nassser Ghanin Al-Abdula | Katar             | 9:24,44  | PC    |

Wyścig 3
| Poz. | Zawodnik           | Narodowość       | Rezultat | Uwagi |
| ---- | ------------------ | ---------------- | -------- | ----- |
| 1    | Kim Dong-yong      | Korea Południowa | 7:20,43  | Q     |
| 2    | Haeidr Hamarasheid | Irak             | 7:27,12  | Q     |
| 3    | Memo Memo          | Indonezja        | 7:31,86  | PC    |
| 4    | Emilio Torres      | Wenezuela        | 7:36,46  | PC    |
| 5    | Desmond Nanchengwa | Zambia           | 8:08,08  | PC    |

### Ćwierćfinały
Ćwierćfinały rozegrano 28 sierpnia. Pierwszy z nich rozpoczął się o godzinie 11:45, a ostatni - o 12:06. Z każdego wyścigu do półfinału awansowało po trzech najszybszych zawodników. Pozostali zostali zakwalifikowani do półfinałów B. Najlepszy rezultat osiągnął w tej fazie konkursu Niemiec Marcel Hacker.
Wyścig 1
| Poz. | Zawodnik              | Narodowość        | Rezultat | Uwagi |
| ---- | --------------------- | ----------------- | -------- | ----- |
| 1    | Marcel Hacker         | Niemcy            | 6:57,37  | Q     |
| 2    | Aleksandr Aleksandrow | Azerbejdżan       | 6:59,78  | Q     |
| 3    | Georgi Bożiłow        | Bułgaria          | 7:00,21  | Q     |
| 4    | Mahe Drysdale         | Nowa Zelandia     | 7:01,70  | PB    |
| 5    | Stephen Whelpley      | Stany Zjednoczone | 7:12,73  | PB    |
| 6    | Haeidr Hamarasheid    | Irak              | 7:29,28  | PB    |

Wyścig 2
| Poz. | Zawodnik            | Narodowość       | Rezultat | Uwagi |
| ---- | ------------------- | ---------------- | -------- | ----- |
| 1    | Ángel Fournier      | Kuba             | 7:00,26  | Q     |
| 2    | Mindaugas Griškonis | Litwa            | 7:01,76  | Q     |
| 3    | Dani Fridman        | Izrael           | 7:10,23  | Q     |
| 4    | Nicholas Purnell    | Australia        | 7:19,74  | PB    |
| 5    | Kim Dong-yong       | Korea Południowa | 7:23,14  | PB    |
| 6    | Wang Ming-hui       | Chińskie Tajpej  | 7:37,06  | PB    |

Wyścig 3
| Poz. | Zawodnik           | Narodowość | Rezultat | Uwagi |
| ---- | ------------------ | ---------- | -------- | ----- |
| 1    | Ondřej Synek       | Czechy     | 7:04,53  | Q     |
| 2    | Roel Braas         | Holandia   | 7:06,23  | Q     |
| 3    | Artiom Kosow       | Rosja      | 7:13,22  | Q     |
| 4    | Iwan Futryk        | Ukraina    | 7:28,21  | PB    |
| 5    | Petru Codau        | Rumunia    | 7:32,75  | PB    |
| 6    | Władisław Jakowlew | Kazachstan | 7:37,78  | PB    |

Wyścig 4
| Poz. | Zawodnik            | Narodowość      | Rezultat | Uwagi |
| ---- | ------------------- | --------------- | -------- | ----- |
| 1    | Alan Campbell       | Wielka Brytania | 7:08,70  | Q     |
| 2    | Sawarn Singh        | Indie           | 7:14,21  | Q     |
| 3    | Roman Roeoesli      | Szwajcaria      | 7:16,33  | Q     |
| 4    | Jurij Suchowljański | Uzbekistan      | 7:23,10  | PB    |
| 5    | Domonkos Szell      | Węgry           | 7:24,75  | PB    |
|      | Luka Špik           | Słowenia        | DNS      |       |

### Półfinały

#### Półfinały C
Półfinały C zostały rozegrane 28 sierpnia. Pierwszy z nich rozpoczął się o godzinie 12:34, a drugi - o 12:41. Z każdego wyścigu do finału E awansowało po trzech najszybszych zawodników. Pozostali zostali zakwalifikowani do finału F. Najlepszy rezultat w tej fazie konkursu osiągnął Mołdawianin Jewgienij Sokirka.
Wyścig 1
| Poz. | Zawodnik           | Narodowość | Rezultat | Uwagi |
| ---- | ------------------ | ---------- | -------- | ----- |
| 1    | Jewgienij Sokirka  | Mołdawia   | 7:16,71  | FE    |
| 2    | Memo Memo          | Indonezja  | 7:21,69  | FE    |
| 3    | Desmond Nanchengwa | Zambia     | 7:57,62  | FE    |
| 4    | Muhammad Mohd Pazi | Malezja    | 8:02,67  | FF    |

Wyścig 2
| Poz. | Zawodnik                | Narodowość | Rezultat | Uwagi |
| ---- | ----------------------- | ---------- | -------- | ----- |
| 1    | Roberto Lopez           | Salwador   | 7:27,35  | FE    |
| 2    | Emilio Torres           | Wenezuela  | 7:27,44  | FE    |
| 3    | Raymond Poulter         | Namibia    | 7:29,28  | FE    |
| 4    | Nasser Ghanin Al-Abdula | Katar      | 8:54,75  | FF    |

#### Półfinały B
Półfinały B zostały rozegrane 29 sierpnia. Pierwszy z nich rozpoczął się o godzinie 12:16, a drugi - o 12:21. Z każdego wyścigu do finału C awansowało po trzech najszybszych zawodników. Pozostali zostali zakwalifikowani do finału D. Najlepszy rezultat w tej fazie konkursu osiągnął Rumun Petru Codau.
Wyścig 1
| Poz. | Zawodnik           | Narodowość    | Rezultat | Uwagi |
| ---- | ------------------ | ------------- | -------- | ----- |
| 1    | Petru Codau        | Rumunia       | 6:57,46  | FC    |
| 2    | Nicholas Purnell   | Australia     | 7:02,97  | FC    |
| 3    | Domonkos Szell     | Węgry         | 7:05,89  | FC    |
| 4    | Władisław Jakowlew | Kazachstan    | 7:11,61  | FD    |
| 5    | Haeidr Hamarasheid | Irak          | 7:11,88  | FD    |
|      | Mahe Drysdale      | Nowa Zelandia | DNS      |       |

Wyścig 2
| Poz. | Zawodnik            | Narodowość        | Rezultat | Uwagi |
| ---- | ------------------- | ----------------- | -------- | ----- |
| 1    | Stephen Whelpley    | Stany Zjednoczone | 7:01,54  | FC    |
| 2    | Kim Dong-yong       | Korea Południowa  | 7:02,42  | FC    |
| 3    | Jurij Suchowliański | Uzbekistan        | 7:07,88  | FC    |
| 4    | Wang Ming-hui       | Chińskie Tajpej   | 7:10,03  | FD    |
| 5    | Iwan Futryk         | Ukraina           | 7:10,21  | FD    |

#### Półfinały A
Półfinały A zostały rozegrane 30 sierpnia. Pierwszy z nich rozpoczął się o godzinie 14:21, a drugi - o 14:29. Z każdego wyścigu do finału A awansowało po trzech najszybszych zawodników. Pozostali zostali zakwalifikowani do finału B. Najlepszy rezultat w tej fazie konkursu osiągnął Czech Ondřej Synek.
Wyścig 1
| Poz. | Zawodnik       | Narodowość | Rezultat | Uwagi |
| ---- | -------------- | ---------- | -------- | ----- |
| 1    | Marcel Hacker  | Niemcy     | 7:02,05  | Q     |
| 2    | Ángel Fournier | Kuba       | 7:05,51  | Q     |
| 3    | Roel Braas     | Holandia   | 7:08,94  | Q     |
| 4    | Sawarn Singh   | Indie      | 7:16,44  | FB    |
| 5    | Georgi Bożiłow | Bułgaria   | 7:16,90  | FB    |
| 6    | Artiom Kosow   | Rosja      | 7:25,02  | FB    |

Wyścig 2
| Poz. | Zawodnik              | Narodowość      | Rezultat | Uwagi |
| ---- | --------------------- | --------------- | -------- | ----- |
| 1    | Ondřej Synek          | Czechy          | 6:56,52  | Q     |
| 2    | Alan Campbell         | Wielka Brytania | 6:59,67  | Q     |
| 3    | Mindaugas Griškonis   | Litwa           | 7:02,54  | Q     |
| 4    | Aleksandr Aleksandrow | Azerbejdżan     | 7:18,66  | FB    |
| 5    | Roman Roeoesli        | Szwajcaria      | 7:21,55  | FB    |
| 6    | Dani Fridman          | Izrael          | 7:34,49  | FB    |

### Finały
Finały C-F rozegrano 30 sierpnia w godzinach: 10:00, 10:12, 10:42 oraz 11:54. Finały A i B rozegrano 1 września w godzinach: 14:02 oraz 16:03.
Finał F
| Poz. | Zawodnik                | Narodowość | Rezultat | Uwagi |
| ---- | ----------------------- | ---------- | -------- | ----- |
| 1    | Muhammad Mohd Pazi      | Malezja    | 8:08,89  |       |
| 2    | Nasser Ghanin Al-Abdula | Katar      | 8:54,95  |       |

Finał E
| Poz. | Zawodnik           | Narodowość | Rezultat | Uwagi |
| ---- | ------------------ | ---------- | -------- | ----- |
| 1    | Emilio Torres      | Wenezuela  | 7:18,88  |       |
| 2    | Jewgienij Sokirka  | Mołdawia   | 7:19,71  |       |
| 3    | Memo Memo          | Indonezja  | 7:22,970 |       |
| 4    | Roberto Lopez      | Salwador   | 7:25,44  |       |
| 5    | Raymond Poulter    | Namibia    | 7:33,58  |       |
| 6    | Desmond Nanchengwa | Zambia     | 7:57,86  |       |

Finał D
| Poz. | Zawodnik           | Narodowość      | Rezultat | Uwagi |
| ---- | ------------------ | --------------- | -------- | ----- |
| 1    | Władisław Jakowlew | Kazachstan      | 7:12,72  |       |
| 2    | Iwan Futryk        | Ukraina         | 7:12,87  |       |
| 3    | Haeidr Hamarasheid | Irak            | 7:16,63  |       |
| 4    | Wang Ming-hui      | Chińskie Tajpej | 7:18,21  |       |

Finał C
| Poz. | Zawodnik            | Narodowość        | Rezultat | Uwagi |
| ---- | ------------------- | ----------------- | -------- | ----- |
| 1    | Stephen Whelpley    | Stany Zjednoczone | 7:31,57  |       |
| 2    | Nicholas Purnell    | Australia         | 7:33,34  |       |
| 3    | Petru Codau         | Rumunia           | 7:33,88  |       |
| 4    | Kim Dong-yong       | Korea Południowa  | 7:38,36  |       |
| 5    | Domonkos Szell      | Węgry             | 7:41,40  |       |
| 6    | Jurij Suchowljański | Uzbekistan        | 7:51,79  |       |

Finał B
| Poz. | Zawodnik              | Narodowość  | Rezultat | Uwagi |
| ---- | --------------------- | ----------- | -------- | ----- |
| 1    | Aleksandr Aleksandrow | Azerbejdżan | 6:52,49  |       |
| 2    | Georgi Bożiłow        | Bułgaria    | 6:53,81  |       |
| 3    | Dani Fridman          | Izrael      | 6:55,40  |       |
| 4    | Artiom Kosow          | Rosja       | 6:57,97  |       |
| 5    | Roman Roeoesli        | Szwajcaria  | 6:58,81  |       |
| 6    | Sawarn Singh          | Indie       | 7:02,89  |       |

Finał A
| Poz. | Zawodnik            | Narodowość      | Rezultat | Uwagi |
| ---- | ------------------- | --------------- | -------- | ----- |
| 1    | Ondřej Synek        | Czechy          | 6:45,24  |       |
| 2    | Ángel Fournier      | Kuba            | 6:48,91  |       |
| 3    | Marcel Hacker       | Niemcy          | 6:49,39  |       |
| 4    | Alan Campbell       | Wielka Brytania | 6:51,44  |       |
| 5    | Roel Braas          | Holandia        | 6:52,70  |       |
| 6    | Mindaugas Griškonis | Litwa           | 6:56,19  |       |